# Seherelela
Seherelela – wieś w Botswanie w dystrykcie Southern. Według spisu ludności z 2011 roku wieś liczyła 723 mieszkańców.